# Гранична пехотна бригада
Граничната пехотна бригада е тактическо военно формирование от състава на Граничната стража в навечерието и по време на Втората световна война.
Създава се след мобилизация на гранични, пехотни, артилерийски, тилови и други подразделения. Организационно се включва в състава на всяка армия със задача прикритие на държавната граница в полосата на съответната армия.

## Организация
Организационната структура не е постоянна. Обикновено включва:
- 2 гранични пехотни полка (по три гранични дружини, минохвъргачна рота, тежкокартечна рота и др.);
- бригадна артилерийска група (1-2 артилерийски отделения (дивизиона);
- 1-2 конни дивизиона;
- противобронева (бронеизтребителна) рота;
- свързочна рота;
- интендантска рота;
- бригадна лечебница.

При тази организация численият състав е 4500-5000 души. От тях са 150-200 офицери, 500-600 подофицери (сержанти) и около 4000 войници.

## Въоръжение
Граничната бригада разполага със следното въоръжение:
- пушки и карабини – над 4000 бр.;
- тежки картечници – 48 бр;
- леки картечници „Брен“ – 80 бр.
- минохвъргачки – 23 бр.
- 20 мм бронеизтребителни пушки – 33 бр.;
- 33 мм бронеизтребителни оръдия – 6 бр.;
- 75 мм оръдия – 12 бр.;
- 105 мм оръдия – 12 бр.

## История
За периода 1940-1945 г. са формирани: 2-ра, 3-та и 4-та гранична пехотна бригада.
2-ра гранична бригада е формирана в Пловдив през декември 1940 г. Същият месец щабът на бригадата се дислоцира в Любимец. Влиза в състава на 2-ра армия и Прикриващия фронт. Разформирана през юни 1941 г.
3-та гранична бригада е формирана през декември 1940 г. във Варна. Влиза в състава на 3-та армия и Прикриващия фронт. Последователно дислоцирана в Тополовград (1941 г.) и Варна (1944). Разформирана през декември 1944 г.
4-та гранична бригада е формирана през декември 1940 г. в Русе. Влиза в състава на 4-та армия и Прикриващия фронт. Последователно дислоцирана в Гранитово, Болярово, Варна, Стакевци.
Участва в Нишката и Косовската настъпателни операции по време на Втората световна война в състава на 2-ра армия. Разформирана през декември 1944 г.